# Прича о фарисеју и царинику
Прича о фарисеју и царинику (или о фарисеју и порезнику) је једна од познатих Исусових алегоријских прича која се налази у Еванђељу по Луки.
Прича приказује фарисејског свештеника, разметљивог својим врлинама, наспрам сакупљача пореза који понизно моли Бога за милост. Ова прича наглашава потребу смернеи искрене молитве.

## Прича
Апостол Лука преноси да је Исус Христ следећу причи казао некима који су били уверени да су праведни, а остале људе ниподаштавали:

## Тумачења
Током 1. века, фарисеји су били познати по својом строгом поштовању Мојсијевог закона. Фарисеј у овој причи је још ревноснији од његових другова, пости чешће него што је потребно, даје десетак на све што прими, чак и у случајевима када верска правила не захтевају. Сигуран у своју исправност, фарисеј не тражи Богу опрост за своје грехе и измирење, и не добија ништа.
С друге стране, цариници - публикани (јавни службеници који су радили за Рим) су били презрени јер су сарађивали са Римским царством. Зато што су били најпознатији по прикупљању путарине и пореза они се обично описују као цариници или порезници. Ова прича, међутим, не осуђује њихово занимање (види и Лука 3:12-13), већ их описује као некога ко „препознаје своје стање недостојности пред Богом и признаје своју потребу за измирењем“. Долазећи Богу у понизности, цариник прима милост и измирење које је тражио“.